# Frans Van Dyck
Frans Van Dyck (* 31. Oktober 1923 in Edegem bei Antwerpen; † 17. März 2018 in Heverlee) war ein belgischer Jazz- und Unterhaltungsmusiker (Posaune, Komposition, Arrangement), der auch unter dem Pseudonym Frankie Dake arbeitete.

## Wirken
Van Dyck erhielt, vermittelt durch seinen Vater, der Amateurmusiker war, in der örtlichen Blaskapelle eine Ausbildung im Solfège, um dann Althorn und Flügelhorn zu spielen. Unterstützt von der lokalen Musikgesellschaft erhielt er Unterricht am Königlichen Flämischen Musikkonservatorium in Antwerpen. 1943 absolvierte er dort als Preisträger auf der Posaune. Kurze Zeit später spielte er bereits in den Orchestern von Harry Bart und Willy Rockin.
Als Unterhaltungsmusiker war er ab 1945 auf Tournee durch Belgien und die Niederlande, wo er auch für die kanadische Armee spielte. Im Bereich des Jazz arbeitete er mit amerikanischen Musikern wie Nat Peck und Jay Cameron und mit belgischen Musikern wie Christian Kellens, Jean Warland, Bobby Jaspar und Jack Sels mit seinem großen Be-Bop-Orchester, aber auch mit Fud Candrix und Ernst van’t Hoff.
Ab 1952 war Van Dyck Mitglied des Orchesters von Henri Segers; er wechselte 1955 in das Vergnügungsorchester von Francis Bay, mit dem er die Goldene Gondel in Venedig gewann. Später gehörte er zum BRT-Festivalorchester unter der Leitung von Fernand Terby und dann zum BRT-Jazzorkest unter der Leitung von Etienne Verschueren. Weiterhin arbeitete er mit Jiggs Whigham, Slide Hampton, Frank Rosolino, Kurt Edelhagen, Johnny Dover, Caravelli, Theo Mertens, Eddy House, Freddy Sunder und Gery Liekens. Unter dem Pseudonym Frankie Dake erschien 1972 das Album Roger Meets Frankie mit dem Akkordeonisten Roger Eggermont. Er ist auch auf Alben mit Herman van Veen, Jack van Poll, Hazy Osterwald und Fats Sadi zu hören. Als Arrangeur schrieb er für Fanfare, Harmonie und Blasorchester, aber auch für das Orchester von James Last.
2006 erschien Van Dycks Biografie Floere Franske, geschrieben von seiner Enkelin Nathalie Villanueva und seiner Tochter Monique Van Dyck. Als Musiker war er bis kurz vor seinem Tod in der Koninklijke Fanfare Sint-Cecilia in Zellik aktiv.